# Stephens County (Georgia)
Stephens County is een county in de Amerikaanse staat Georgia.
De county heeft een landoppervlakte van 464 km² en telt 25.435 inwoners (volkstelling 2000). De hoofdplaats is Toccoa.

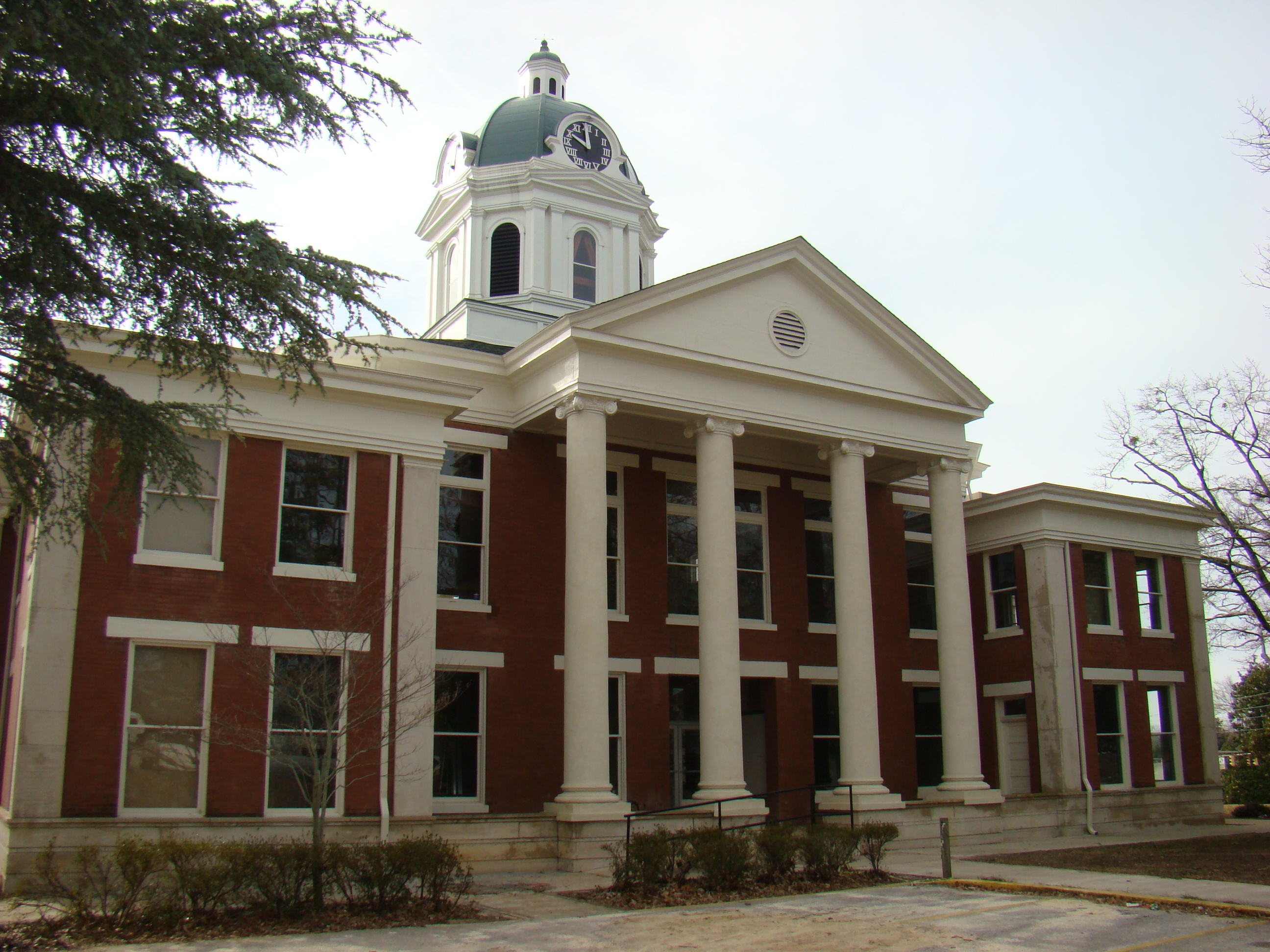
Stephens County Courthouse